# Меган Янг
Ме́ган Янг (нар. 27 лютого 1990, Александрія, Вірджинія, США) — переможниця міжнародного конкурсу краси Міс Світу 2013. Меган Янг стала першою філіппінкою — переможницею Міс Світу.

## Біографія
Меган Янг народилась в США в міжнаціональній сім'ї (батько — американець, мати — філіппінка). Коли Меган було 10 років, її сім'я переїхала на Філіппіни. Меган Янг — відома актриса, телеведуча і модель.